# Província d'Ubaté
Ubaté és una de les 15 que integren el departament de Cundinamarca, Colòmbia. Es troba al nord del departament i la seva capital és Ubaté. La província està integrada per deu municipis. La província limita al nord, nord-oest i nord-est amb el departament de Boyacá; a l'oest amb la província de Rionegro; al sud amb la província de Sabana Centro i al sud-est i orient amb la província d'Almeidas. Està formada pels municipis Carmen de Carupa, Cucunubá, Fúquene, Guachetá, Lenguazaque, Simijaca, Susa, Sutatausa, Tausa i Ubaté.